# Pyrochlora
Pyrochlora là một chi bướm đêm thuộc họ Geometridae.